# جی علی
جی علی (به انگلیسی: Jay Ali) بازیگر انگلیسی پاکستانی‌تبار، مستقر در لس آنجلس است. او به خاطر نقش‌هایی چون تیموتی در سریال پرورشگاهی‌ها و ری ندیم در دردویل شناخته شده‌است.

## اوایل زندگی
جی علی در ۲۹ مارس ۱۹۸۲ در لندن، انگلیس در جمع والدین پاکستانی متولد شد. جی بازیکن مشتاق کریکت بزرگ شد و در تمام دوران کودکی خود کریکت بازی کرد. پس از آن که پدر و مادرش نپذیرفتند، علی به عمل بازیگری علاقه نشان داد.
وی به ایالات متحده منتقل شد تا با وجود تجربه ای، بازیگری را دنبال کند.

## فیلم‌ها
| سال       | عنوان                                      | نقش             | یادداشت                    |
| --------- | ------------------------------------------ | --------------- | -------------------------- |
| ۲۰۰۹      | محل ملروز                                  | حسن             | قسمت: "ساحل"               |
| ۲۰۱۰      | ریزولی و جزایر                             | بروک            | قسمت: "من دختری را بوسیدم" |
| ۲۰۱۱–۲۰۱۸ | شکوفه‌ها                                    | واگن دالدری     | بازیگر اصلی                |
| ۲۰۱۲      | همراه عزیزم                                | سام             |                            |
| ۲۰۱۳      | دیلان چه می‌کند؟                            | راوی            | فیلم تلویزیونی             |
| ۲۰۱۳–۲۰۱۸ | فاسترها                                    | تیموتی          | در حال تکرار، ۱۸ قسمت      |
| ۲۰۱۵      | ان سی آی اس                                | عمر مالک        | قسمت: "بروزرسانی وضعیت"    |
| ۲۰۱۵      | مادر قابل توجه: جیمی مادر شما را دوست دارد | آتیکوس آدامز    | فیلم تلویزیونی             |
| ۲۰۱۵      | مادر قابل توجه                             | آتیکوس آدامز    | مکرر                       |
| ۲۰۱۶      | آناتومی گری                                | هال داگ         | قسمت: "مرد عجیب و غریب"    |
| ۲۰۱۶      | جریان چیست بکستر؟                          |                 | تلویزیون کوتاه             |
| ۲۰۱۶      | زیبایی و جانور                             | ولیعهد ابو      | قسمت: "اوه نوآوری"         |
| ۲۰۱۶      | عقرب                                       | Bryce MacMillan | قسمت: "دیوانه خفاش دیوانه" |
| ۲۰۱۶      | گام صدا                                    | دیوید           | قسمت: "بپوش"               |
| ۲۰۱۷      | من، خودم و من                              | نیگل            | قسمت: "شغل جدید"           |
| ۲۰۱۸      | دردویل مارول                               | رحول "ری" ندیم  | بازیگران اصلی              |
| ۲۰۱۸      | تازه‌کار                                    | دیت سینگ        | ۱ قسمت                     |
| ۲۰۱۹      | غیرقانونی                                  | زید خان         |                            |
| ۲۰۱۹      | پاکسازی                                    | سام ترکر        | ۴ قسمت                     |
| سال ۲۰۲۰  | استخراج                                    | تی بی ای        | پس تولید                   |